# Grünewald
Grünewald (hornolužickosrbsky Zeleny Hózd) je obec v Horní Lužici v německé spolkové zemi Braniborsko. Nachází se v zemském okrese Horní Sprévský les-Lužice a má 506 obyvatel.

## Historie
První písemná zmínka o vsi pochází z roku 1455, kdy je uváděna jako Grunenwald. Mezi lety 1952 a 1993 se obec nacházela v okrese Senftenberg a okrsku Chotěbuz, od roku 1990 je součástí obnovené spolkové země Braniborsko. V roce 1938 se ke Grünewaldu připojila do té doby samostatná obec Sella.

## Přírodní poměry
Grünewald leží na jihu Braniborska na braniborsko-saské hranici a zároveň na severozápadě Horní Lužice poblíž hranice s Dolní Lužicí. Severně a západně od vsi se rozkládají lesy. Východně od vesnice prochází železniční trať Węgliniec–Roßlau, nádraží se však na území obce nenachází.

## Správní členění
K obci Grünewald náleží místní část Sella (hornolužickosrbsky Zelnje).

## Osobnosti
- Georg Memminger (* 1950), automobilový závodník

## Pamětihodnosti
- kamenný kříž u silnice